# Січовий Стрілець (бронепоїзд)
Бронепотяг «Січовий Стрілець» — панцирний потяг збройних сил УНР, перший бронепотяг військ Директорії, який був заводського виготовлення. Комендант бронепотягу — сотник Іванів. 

## Історія
Бронепотяг «Січовий Стрілець» входив до складу гетьманського загону, який вирушив з Одеси на допомогу військам гетьмана у Києві, але по дорозі був захоплений січовими стрільцями.
20 січня 1919 року, разом з бронепотягом «Палій», «Січовий Стрілець» брав участь у бою за Коростень. 
20 лютого 1919 року бронепотяг «Січовий Стрілець» увійшов до складу новоствореного дивізіону бронепотягів, окрім нього також увійшли бронепотяг «Гайдамака». Командиром дивізіону був призначений отаман Бойчук. Згодом до складу дивізіону увійшли ще два трофейні бронепотяги: «Запорожець» та «Помста», які були здобуті у більшовиків. 
20 березня бронепотяг «Січовий Стрілець» підтримував 4-й полк Січових стрільців у наступі з району станції Малин у напрямку на Київ. 21 березня 1919 року 3-й полк Корпусу Січових Стрільців УНР при підтримці бронепотяга «Січовий Стрілець» здобув Нову Чорторию та станцію Печанівку у більшовиків. З 23 березня 1919 року бронепотяг «Січовий Стрілець» брав участь у боях за Бердичів, місто Січові стрільці захопили 26 березня. 
24 травня 1919 року після бою  на станції Здолбунів опинився в руках польської армії (разом з бронепотягами УНР «Агатон», «Партизан», «Сагайдачний», «Дорошенко», «Грім») та був перейменований на  «Крехов'як», а згодом на «Генерал Довбор» («Generał Dowbor»/«Krechowiak»).

## Опис
Бронепотяг «Січовий Стрілець» був заводського виготовлення. Озброєний був трьома 76,2-мм гарматами, однією польовою на платформі та двома гірські у вагоні, а також 30 кулеметами. Тако ж був кулеметний вагон з бронепотягу №4 колишньої російської армії, збудованого за проектом інженера Балля.

## Залога
- чет. О. Вудкевич
- чет. В. Глова
- чет. Грицюк